# Швенгбер, Клейтон
Кле́йтон Шве́нгбер, более известный как просто Кле́йтон (порт.-браз. Cleiton Schwengber; род. 19 августа 1997, Белмонти, штат Санта-Катарина) — бразильский футболист, вратарь клуба «Ред Булл Брагантино».

## Биография

### Клубная карьера
Клейтон Швенгбер — выходец с юга Бразилии, из штата Санта-Катарина, однако является воспитанником академии «Атлетико Минейро» из Белу-Оризонти. Клейтон периодически стал попадать в заявки на игры «петушков» в 2016 году, однако дебютировал за основу он 26 июня 2017 года в матче 10 тура чемпионата Бразилии против «Шапекоэнсе». «Атлеты» одержали гостевую победу со счётом 1:0 и, соответственно, Клейтону удалось в первом же матче на профессиональном уровне отыграть без пропущенных голов. Дебютировать 19-летнему вратарю удалось благодаря тому, что основные вратари команды получили травмы — сначала Виктор, а за 20 минут до начала игры — и его дублёр Джованни Сантос.
В 2018 году Клейтон регулярно был в запасе у Виктора, однако за весь год он сыграл лишь в одном матче — в чемпионате штата против «Томбенсе» (победа 1:0). В 2019 году из-за травмы Виктора Клейтон стал основным вратарём «Атлетико Минейро». Интерес к вратарю стал проявлять «Брагантино», но «Атлетико» выставил условие, что продаст Клейтона не менее чем за 20 млн реалов. В феврале 2020 года команда из Браганса-Паулисты (которая стала называться «Ред Булл Брагантино») всё же приобрела игрока за 23 млн реалов (около 4,2 млн долларов США).
Лишь в чемпионате штата Сан-Паулу Клейтон в основном был резервным вратарём после Жулио Сезара. После начала чемпионата Бразилии Клейтон прочно занял место в основе «быков». В 2021 году «Ред Булл Брагантино» впервые в своей истории вышел в финал международного турнира — Южноамериканского кубка. Клейтон сыграл в основном составе во всех 13 матчах своей команды.

### Выступления за сборную
В 2017 году Клейтон сыграл один матч за сборную Бразилии для игроков не старше 20 лет в рамках чемпионата Южной Америки. Бразильцы уступили сверстникам из Колумбии со счётом 0:1.
1 февраля 2020 года сыграл за Олимпийскую сборную на квалификационном турнире за попадание на Олимпийские игры в Токио. Бразилия обыграла Парагвай со счётом 2:1.

## Достижения
- Чемпион штата Минас-Жерайс: 2017 (не играл)
- Финалист Кубка Бразилии: 2016 (не играл)
- Финалист Примейра-лиги Бразилии: 2017 (не играл)
- Финалист Южноамериканского кубка: 2021